# Beatrice de Bavaria
Beatrice de Bavaria (în suedeză Beatrix; 1344 – 25 decembrie 1359), a fost, prin căsătoria cu Eric al XII-lea, regină consort a Suediei.
Beatrice a fost fiica lui Ludovic al IV-lea al Bavariei, rege al Germaniei și împărat al Sfântului Imperiu Roman și a soției acestuia, Margareta de Olanda. În 1356 Beatrice s-a căsătorit cu Eric al Suediei, care a devenit co-monarh după revolta împotriva tatălui său, Magnus al IV-lea. Beatrice a fost deci regină împreună cu soacra ei, Blanche de Namur, pentru trei ani.
Beatrice și Eric au murit amândoi în 1359. Au existat zvonuri că ar fi fost otrăviți de mama lui Eric, regina Blanche. Astăzi se crede că Eric a murit de ciumă și că Beatrice, care a dat naștere unui fiu mort, de asemenea, a murit de ciumă. Unii istorici cred că ea și fiul ei au fost îngropați într-o mănăstirea din Stockholm.